# Zachariáš z Hradce
Zachariáš z Hradce (1526/7 – 6. února 1589 Telč) byl vzdělaný český šlechtic z rodu pánů z Hradce a humanista.

## Život
Za své sídlo si zvolil v roce 1550 Telč, kterou zdědil po svém předčasně zemřelém otci. Dále ještě zdědil mj. Slavonice, Kunžak a Strmilov. Další majetky získal věnem, když se oženil s Kateřinou z Valdštejna (Přibyslav, Polná aj.).
Zachariáš se projevil jako dobrý hospodář a obchodník. Za jeho působení zažilo hospodářství v Telči a okolí velký rozmach. Zakládal nové rybníky, zaváděl moderní způsoby hospodaření a zakládal cechy. Také stavebně upravoval celé město a hlavně náměstí. Za pomoci italských architektů přestavěl telčský hrad na honosný renesanční zámek.
Vykonával řadu veřejných funkcí:
- přísedící zemského soudu moravského 1558–1567
- nejvyšší komorník 1573–1587
- zemský hejtman 1567–1573
- místohejtman 1573, 1580–1588

## Rodina
Zachariáš byl dvakrát ženatý. První manželka byla Kateřina z Valdštejna († 23. září 1571), dcera Karla Šťastného z Valdštejna († 1543), se kterou se oženil dne 15. ledna 1553. Měli spolu syna Menharta Lva. Podruhé se oženil v roce 1576 s Annou ze Šlejnic († po 1593) a jim se narodila dcera Kateřina (asi 1577–1598), která se provdala 20. srpna 1591 za Ladislava Berku z Dubé.
Je pohřben na zámku v Telči v kapli Všech svatých, spolu se svou první manželkou.